# Lichères-Aigremont
Pour les articles homonymes, voir Lichères et Aigremont.
Ancienne commune de l'Yonne, la commune de Lichères-Aigremont a existé de 1973 à 1985. Elle a été créée en 1973 par la fusion des communes de Lichères-près-Aigremont et d'Aigremont. En 1985, elle a été supprimée et les deux communes constituantes ont été rétablies.